# Saturn (Krokodil)

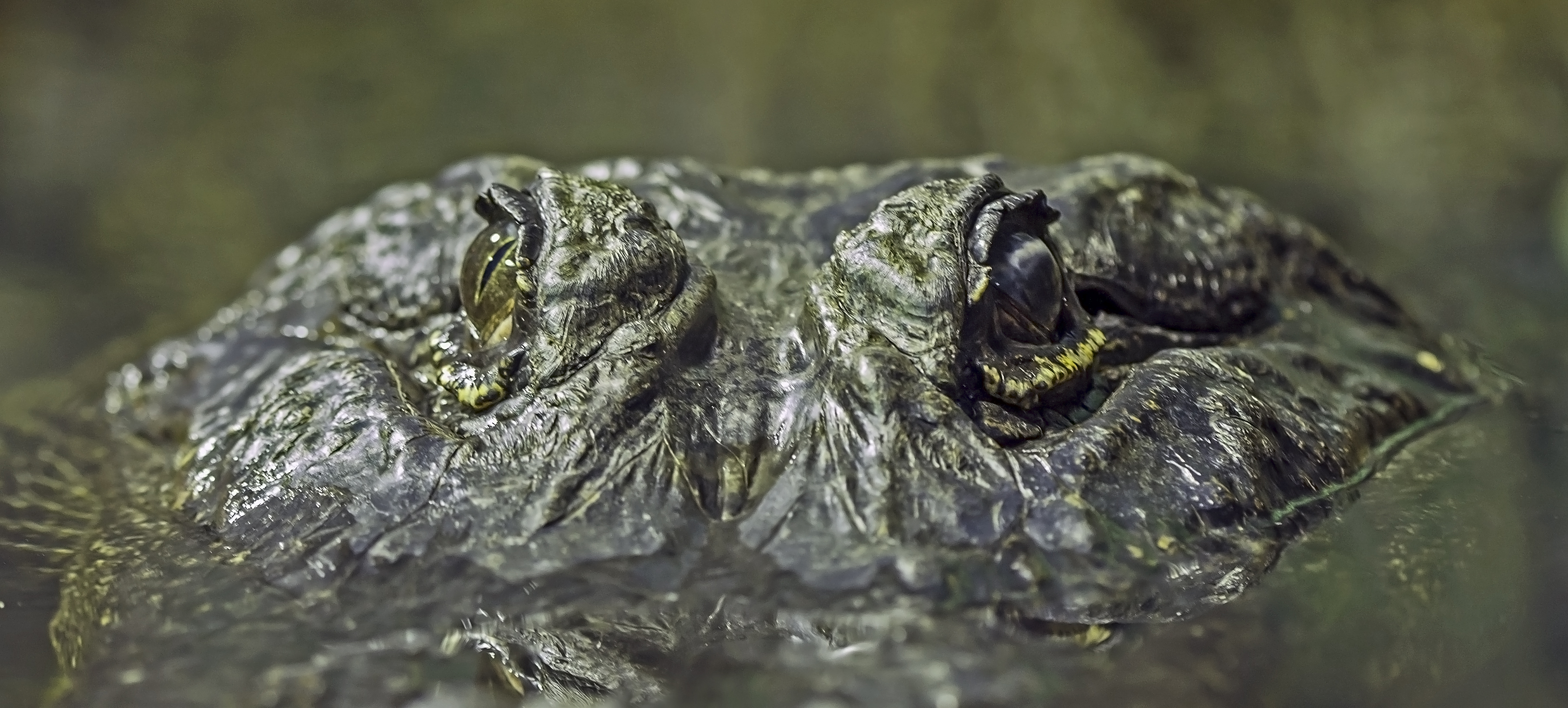
Saturn im Moskauer Zoo, 2009

Saturn (* 1936 in Mississippi; † 22. Mai 2020 in Moskau) war ein Mississippi-Alligator, der als einer der ältesten bekannten Alligatoren gilt.

## Allgemeines
Saturn kam früh in den Berliner Zoo, nachdem er dem Zoo gestiftet worden war, doch brach er während einer Bombardierung von Berlin-Charlottenburg in der Nacht vom 23. auf den 24. November 1943 aus dem schwer beschädigten Aquarium aus. Im Berliner Zoo überlebten nur 91 der etwa 3.715 Tiere. Saturn, der um diese Zeit vielleicht 1,2 m lang war, soll 1946 zufällig von britischen Soldaten entdeckt und nach Leipzig in der Sowjetischen Besatzungszone gebracht worden sein. Seit Juli 1946 hat er im Moskauer Zoo gelebt, wo es zunächst nur zwei Krokodile gab. Fast unmittelbar nach seiner Ankunft kam das Gerücht auf, er sei ein Lieblingstier Adolf Hitlers gewesen, wofür es jedoch keinerlei Belege gibt. In jedem Fall war diese Erfindung ein Grund, warum sein Tod die Weltpresse bewegte.
Auf freier Wildbahn würden die Tiere, so kolportierte es die Presse, selten älter als 50 Jahre alt. Dies widerlegt jedoch eine Studie des Tom Yawkey Wildlife Center in South Carolina, bei dem das Alter zweier weiblicher Tiere mit 68 und 66 Jahren festgestellt wurde. Bei Zootieren wurde festgestellt, dass sie sogar über 80 Jahre leben konnten, so etwa Jean-qui-rit, der von 1852 bis 1937 in der Pariser Ménagerie du Jardin des Plantes lebte. Sein Alter gilt als vergleichsweise gut gesichert. Der Alligator Muja, der im Belgrader Zoo lebt, ist bereits seit 1937 dort und damit mindestens 85 Jahre alt. Er gilt als ältester Alligator. Muja überlebte sowohl die deutsche Bombardierung des Belgrader Zoos im Jahr 1941, als auch die Bombardierung durch die Alliierten im Jahr 1944.
Wie Saturn nach Moskau kam, lässt sich nicht mehr nachvollziehen, da in den 1950er Jahren die Akten des Zoos verbrannten. Allerdings dokumentiert ein Foto von 1936 oder 1946 den brutalen Transport, den Tiere dieser Epoche üblicherweise erdulden mussten: Es zeigt Saturn mit dicken Seilen verschnürt und einem Holzbalken zwischen den Kiefern, um ihn so über den Atlantik oder nach Moskau zu transportieren. 1970 kam es beinahe zu einem schweren Unfall, als ein junger Wärter versuchte, den Alligator per Hand zu füttern; eine herabstürzende Betonplatte hätte Saturn fast erschlagen – er soll dies geahnt und sich in eine Nische verkrochen haben. Als 1990 ein neues Aquarium errichtet wurde, verweigerte der Alligator nach dem Umzug vier Monate lang die Nahrungsaufnahme. Zeitweise verband er sich mit einer Alligatorin namens Shipka, 2003 übernahm das Modeunternehmen Lacoste, das ein Krokodil im Signet führt, die Patenschaft. Im Jahr 2005 maß Saturn 3,5 m und lebte in einem 5 mal 5 m großen Aquarium mit einem 30 Jahre jüngeren Weibchen. Mit dem Tod des seinerzeit wohl ältesten Alligators Čabulītis im Jahr 2007 galt Muja als ältestes Krokodil der Welt.

## Hörspiel
- Małgorzata Zerwe und David Zane Mairowitz: Saturn. Ein Alligator klagt an - Vom Mississippi nach Moskau. WDR, 2023.

## Belege
1. ↑  Berlin WW2 bombing survivor Saturn the alligator dies in Moscow Zoo, BBC, 23. Mai 2020.
2. ↑  Kent A. Vliet: Alligators. The Illustrated Guide to Their Biology, Behavior, and Conservation, Johns Hopkins University Press, 2020, S. 213.
3. ↑  Рассказ Бориса Акунина. Сатурн почти не виден (sinngemäß: Geschichte von Boris Akunin. Saturn ist kaum sichtbar), Moskauer Zoo, archive.org, 19. Februar 2015 (dort ein Foto des eingeschnürten Alligators).
4. ↑  Legends of the Moscow Zoo: Reptilian rumors and killer crocs, Russia Beyond, 24. Februar 2017 (mit z. T. fehlerhaften Angaben, wie etwa 1945 für die Bombardierung des Aquariums).